# Skimarathon
Als Skimarathon werden im Allgemeinen Skilanglaufrennen bezeichnet, die über eine Strecke von 30 km oder länger ausgetragen werden. Eine genaue Abgrenzung des Begriffes existiert nicht.
In den Worldloppet-Skiverband werden in der Kategorie „Gold Master Award“ nur Rennen über 50 km oder mehr aufgenommen; lediglich für Worldloppet-Rennen, die auf einer Höhe von mindestens 1500 m ausgetragen werden, beträgt die Mindestdistanz 42 km.
Bei den Skimarathon-Europameisterschaften muss jeder Teilnehmer an einem Wochenende zwei Langläufe absolvieren – einen über eine Mindest-Distanz von 30 km und einen zweiten Lauf über mindestens 42 km; die maximale Streckenlänge soll 50 km nicht überschreiten.
Die namhaftesten Skimarathons sind Volkslangläufe, also vorwiegend Breitensportveranstaltungen, und im Worldloppet-Skiverband bzw. im Europäischen Skimarathonverband (Euroloppet) eingebunden. Um die Attraktivität von Langdistanz-Skirennen für professionelle Skiläufer zu erhöhen, wurden 2000 der FIS Worldloppet Cup (zunächst unter dem Namen FIS Marathon Cup) und 2011 die Rennserie von Ski Classics ins Leben gerufen.
Zu den traditionsreichsten Skimarathons zählt der schwedische Wasalauf, der seit 1922 durchgeführt wird und über 90 km führt. Das norwegische Birkebeinerrennet wird seit 1932 über 54 km ausgetragen und hatte 2013 ein Starterfeld von 14 713 Teilnehmern.
In Deutschland veranstaltete der DSV bis 2013 eine eigene Marathonserie als DSV Skilanglaufserie. Seit der Saison 2014/15 wird der Skimarathon Cup durch den DSV ausgetragen.